# Charles Weymann

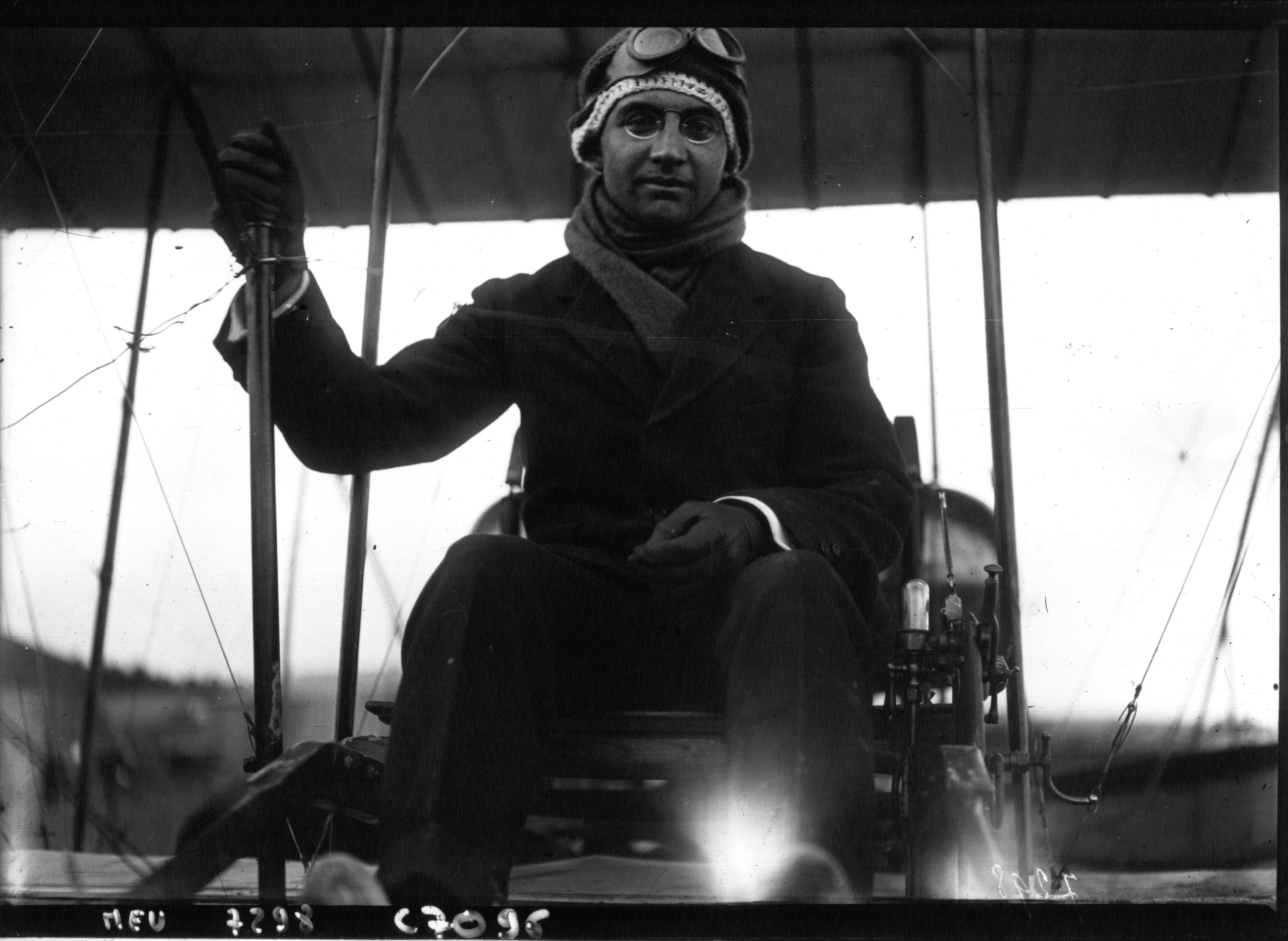
Charles Weymann als Pilot (1910)

Charles Terres Weymann (* 2. August 1889 in Port-au-Prince, Haiti; † 1976 in Paris) war ein Flugpionier und Unternehmer.

## Familie und Jugend
Charles Weymann war der Sohn eines US-amerikanischen Vaters, dessen Vorfahren aus dem Elsass stammten, und einer haitianischen Mutter.  Über seine Herkunft und seine Kindheit kursieren lediglich Vermutungen: Es wird angenommen, dass seine Mutter Cornelie Miot war, die Tochter von Charles Miot und Lesinska Cecile Rivière (1829–1908). Demnach wäre Bienaimé Rivière, genannt Papa Mémé, damals reichster Bewohner von Haiti, der unter anderem Schifffahrtslinien besaß, sein Großonkel gewesen. Ebenfalls wird vermutet, dass seine Familie mütterlicherseits seine Flugabenteuer finanzierte. Seine Großeltern lebten in Paris, wo sie auch starben. Angeblich soll Weymann auf einem Schiff in der Nähe von Haiti geboren sein. Er sprach fließend Englisch sowie Französisch und hatte wahrscheinlich sowohl die US-amerikanische wie auch die französische Staatsangehörigkeit. Er selbst lebte fast sein Leben lang in Frankreich und war Ritter der Ehrenlegion.

## Weymann als Flugpionier
1909 erhielt Weymann vom American Aero Club die Pilotenlizenz mit der Nummer 24. Im August 1910 nahm er an dem französischen Flugwettbewerb Circuit de l'Est teil. Im September 1910 startete er beim Prix Michélin von Paris nach Puy de Dôme (rund 400 Kilometer), musste jedoch nach sieben Stunden – zehn Kilometer vom Ziel entfernt – wegen schlechten Wetters landen. 1911 startete er bei einem Flug von Paris nach Rom sowie beim Circuit Européen und gewann für die Vereinigten Staaten den Gordon-Bennett-Pokal für Flugsport. Im November desselben Jahre gewann er den Concours Militaire in Reims.
Während des Ersten Weltkriegs war Weymann als Testpilot für die Firma Nieuport tätig.

## Erfinder und Unternehmer

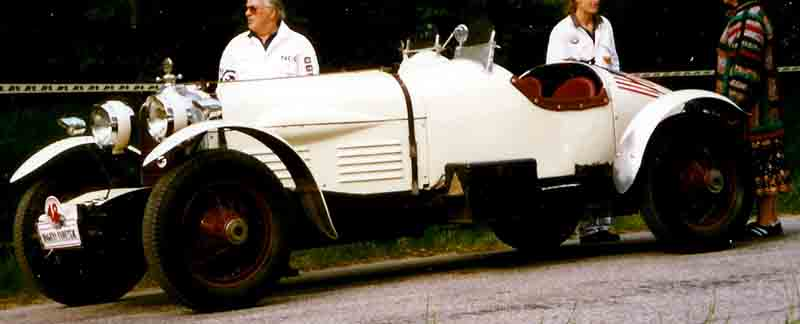
Stutz 4.9 Litre Blackhawk

Nach dem Krieg nutzte Charles Weyman sein Wissen über den Flugzeug-Rahmenbau, um ein eigenes System zur Produktion von Auto-Karosserien zu entwickeln, bei dem Kunstleder über Holzrahmen gespannt wurde, die sogenannte Weymann-Karosserie. Er eröffnete Produktionsstätten in Paris (1921), London (1923) und Indianapolis (1928). Die Nachfrage war groß, und Weymann vergab Lizenzen für sein System an zahlreiche europäische Unternehmen.
1928 belegte ein Team von Weymann, bestehend aus den Fahrern Édouard Brisson und Robert Bloch, beim 24-Stunden-Rennen von Le Mans auf einem Stutz DV16 Blackhawk den zweiten Rang in der Gesamtwertung. Auch 1929 war ein von Weymann gemeldeter Wagen in Le Mans start, diesmal fiel der Stutz, gefahren von Brisson und Louis Chiron, vorzeitig aus.
Ende der 1920er Jahre ließ die Nachfrage nach Weymann-Produkten nach, die schließlich vom Markt verschwanden. Es wurde ein neues System entwickelt, bei dem Metallplatten zwischen die Rahmen eingepasst wurde, das aber nicht für die Massenproduktion geeignet war. Die französische Fabrik wurde 1930 geschlossen, die in Indianapolis im Jahr darauf. Die britische Fabrik blieb zur Produktion von Buskarosserien unter dem Namen Metro Cammell Weymann als Unternehmen bestehen, aus dem sich Weymann selbst aber 1932 zurückzog.
Charles Weymann konzentrierte sich in der Folge auf die Entwicklung von Zubehör für die Auto-Industrie. 1963 bekam er ein Patent für eine Automatikkupplung. Zudem wandte er sich wieder dem Flugsport zu und entwarf gemeinsam mit dem Ingenieur Georges Lepère mehrere Flugzeugmodelle wie das Weymann 66 sowie Tragschrauber in der Société des Avions C. T. Weymann.